# Advocaat van de duivel (Kerk)
De advocaat van de duivel (in het latijn: advocatus diaboli) officieel promotor fidei ('bevorderaar van het geloof'), was een functie binnen het canonieke recht van de Rooms-Katholieke Kerk die tot doel had de heiligverklaring van een kandidaat te weerspreken door bewijzen te vergaren en voor te dragen dat wonderen op fraude berustten of de heilige geen onberispelijke levenswandel had. Zijn tegenspeler, de advocatus dei ('advocaat van God'), had tot taak de kandidaat-heilige te verdedigen.
De eerste vermelding van een promotor fidei of advocaat van de duivel is te vinden in de heiligverklaring van Justinianus onder Paus Leo X (1513-1521). De functie werd officieel ingevoerd in 1587 door Paus Sixtus V en in 1982 door Paus Johannes Paulus II afgeschaft. Vanaf dan wordt de toetsing van een kandidaat binnen de Congregatie van de Heiligverklaringen uitgevoerd door een  promotor iustitiae ('promotor van gerechtigheid'). Het aantal heiligverklaringen nam hierdoor toe: tussen 1588 en 1978 waren er 330 canonisaties. Onder Johannes Paulus II (1978-2005) waren dat er 483, gemiddeld 18 per jaar. Hoewel de functie is afgeschaft, kan het Vaticaan, desgewenst, nog steeds getuigen uitnodigen die tegen een heiligverklaring pleiten. Zo getuigde de Amerikaanse schrijver en atheist Christopher Hitchens in 2003 tegen de zaligverklaring van Moeder Teresa, overigens zonder dat zijn getuigenis de doorslag gaf, want in datzelfde jaar werd ze zalig en in 2016 heilig verklaard.
De term heeft tegenwoordig een andere betekenis en duidt iemand aan die (vaak tegen zijn eigenlijke opinie) het standpunt van een tegenstander vertolkt ten behoeve van het debat. Een voorbeeld is de Devil's Advocate bij de Militaire Inlichtingen- en Veiligheidsdienst.